# Cyaniris adnotata
Cyaniris adnotata är en fjärilsart som beskrevs av Cabeau 1923. Cyaniris adnotata ingår i släktet Cyaniris och familjen juvelvingar. Inga underarter finns listade i Catalogue of Life.